# 황기철
황기철(黃基鐵, 1956년 9월 2일(음력 7월 28일) ~ )은 대한민국의 제30대 해군참모총장을 지낸 군인이며, 2020년 12월 31일 기준으로 국가보훈처장으로 임명되었고, 문재인 정부의 세번째 국가보훈처장이다.

## 생애
2011년 1월, 소말리아 아덴만 해역에서 해적에게 피랍된 선원들을 성공적으로 구출한 아덴 만 여명 작전의 지휘관으로 잘 알려져 있다. 2014년 4월, 세월호 침몰 사고를 접하고 즉각 참모회의를 소집, 두차례에 걸쳐 해군 구조함인 통영함 출동을 지시했으나 투입되지 못했다. 2014년 말, 감사원은 통영함 납품비리와 관련하여 국방부에 해군참모총장에 대한 인사조치 요구하여도의적인 책임을 느끼고  2차례의 사의 표명 끝에 2015년 2월 전역했다. 이후 검찰 수사가 시작되었으나 서울중앙지방법원 형사23부(재판장 현용선)는 무죄를 선고했다. 이에 대해 검찰은 항소했으나, 서울고등법원 형사1부(재판장 이승련)도 무죄를 선고했고, 2016년 9월 대법원 역시 무죄를 확정했다.  2017년 5월 언론 인터뷰에서 "감사원 감사부터 잘못되었고, 감사 과정에서 이미 ‘오로지 총장이 목표’라는 얘기가 나돌았다”고 말했다. 교도소에 구금되었던 199일에 대해 형사보상금 5,216만원이었으며 황기철은 "변호사 비용으로 5억원 넘게 썼다"고 말했다.  2017년 1월 보국훈장을 받았다.

## 학력
- 웅천 명동초등학교
- 충무중학교
- 진해고등학교
- 해군사관학교 문학사
- 육군보병학교 위탁교육반 수료
- 고려대학교 불어불문학과 학사
- 파리 제1대학교 대학원 역사학과 인문과학 석사

## 경력
- 1998.01 ~ 1999.09: 대통령 비서실 국방담당관
- 1999.09 ~ 2001.01: 해군 광개토대왕함장
- 2001.12 ~ 2005.01: 해군 조함단 KDX-3사업처장
- 2005.01 ~ 2006.12: 해군 진해기지사령관
- 2006.12 ~ 2008.11: 해군 제2함대사령관
- 2008.12 ~ 2010.06: 방위사업청 함정사업부장
- 2010.06 ~ 2011.11: 해군작전사령관
- 2011.11 ~ 2012.11: 해군참모차장
- 2012.11 ~ 2013.09: 해군사관학교장
- 2013.09 ~ 2015.02: 제30대 해군참모총장
- 2016.08: 중국 시안배화대학 객좌교수
- 2017.03: 세종대학교 석좌교수
- 2017.05 ~ 2020.12: 더불어민주당 당무위원
- 2017.11 ~ 2018.05: 중국 외교학원 객원연구원
- 2018.07 ~ 2020.12: 더불어민주당 경상남도당 창원시 진해구 지역위원회 위원장
- 2020.09: 국민대학교 경영대학원 석좌교수
- 2020.09 ~ 2020.12: 더불어민주당 국방안보특별위원회 위원장
- 2020.12 ~ 2022.05: 국가보훈처장
- 2021.05: 미국 한국전 전사자 추모의 벽 건립 대한민국정부 대표단
- 2021.05: 콜롬비아 한국전쟁 참전 70주년 기념 대한민국정부 대표단
- 2021.08: 홍범도장군 유해 봉환 대통령 특별사절단
- 2022 ~ : 국민대학교 정치대학원 석좌교수
- 2023 ~ : 중국 상하이외국어대학 한중일연구소 방문학자
- 2024.02 ~: 더불어민주당 경상남도당 창원시 진해구 지역위원회 위원장

## 진급
- 1978년 해군 소위 임관
- 2001년 해군 준장 진급
- 2006년 해군 소장 진급
- 2010년 해군 중장 진급
- 2013년 해군 대장 진급

## 서훈
- 2008년: 보국훈장 천수장
- 2011년: 대통령 전투유공표창
- 2017년: 보국훈장 통일장

## 역대 선거 결과
|  | 48.86% |

|  | 49.75% |